# Gerhard Borrmann
Gerhard Borrmann (Diedenhofen, Territorio Imperial de Alsacia y Lorena, entonces parte del Imperio alemán, 30 de abril de 1908 - Braunfels, Hesse, 12 de abril de 2006) fue un físico alemán quien -además de los fundadores Max von Laue y Paul Peter Ewald- hizo contribuciones sustanciales a la teoría dinámica de la interferencia de rayos X.
Recibió su educación secundaria en Gießen, donde trabajó de aprendiz en una fábrica de acero. Tras estudiar en la Technische Hochschule München y la Technische Hochschule der Freien Stadt Danzig, escribió su tesis doctoral sobre el efecto Kossel mientras trabajaba en el laboratorio de Walther Kossel en Danzig. Después de su doctorado, se continuó trabajando en el laboratorio como asistente de Kossel, donde estudió la transmisión de rayos X a través de las láminas de cristal fino. Debido a su rechazo de la entrada en el Partido Nazi, se vio obligado a dejar de laboratorio en 1938. Se convirtió en colaborador científico con Max von Laue a la Kaiser-Wilhelm-Institut für Physikalische Chemie und Elektrochemie (KWI) de la Sociedad Kaiser Wilhelm. Allí descubrió un fenómeno en relación con la baja absorción anómala de rayos X que se conoció como el efecto Borrmann
Después de la guerra, en 1951, Bormann fue ofrecido la dirección del departamento Kristalloptik der Röntgenstrahlen ("Óptica cristalográfica de los rayos X") del KWI. Se convirtió en miembro científico de la Sociedad Max Planck en 1956. Fue nombrado profesor de la Universidad Técnica de Berlín, retirándose en 1970. El mismo año fue nombrado miembro correspondiente de la Clase de Matemáticas y Ciencias Naturales de la Academia de Ciencias de Baviera. En 1996, la Deutsche Gesellschaft für Kristallographie (Sociedad Alemana para la Cristalografía) honró el trabajo pionero de Gerhard Borrmann en la difracción de rayos X con la primera Medalla Carl Hermann.